# Costanza Ferro
Costanza Ferro (née le 5 juillet 1993 à Gênes) est une spécialiste de nage synchronisée italienne.

Elle remporte ses premiers titres nationaux en 2004, catégorie débutants. 